# Luis Landínez
Luis Landínez (n. 1911, Salamanca – d. 10 decembrie 1962, Madrid) a fost un romancier spaniol.

## Biografie
S-a născut la La Fuente de San Esteban (Salamanca) și a studiat la Universitatea din Salamanca. A locuit în timpul Războiului Civil Spaniol într-un alt sat al provinciei: Gallegos de Solmirón, unde tatăl său a lucrat ca medic. După război a trăit o lungă perioadă de timp în Barcelona, lucrând ca vânzător de cărți la domiciliu.
El a corespondat cu Max Aub, care îl considera ca fiind unul dintre membrii curentului artistic exilio interior.
Romanul său cel mai important a fost o dramă rurală în stil tremendist: Los hijos de Máximo Judas, care a fost selectată în faza finală pentru premiul Nadal (1949), dar care, totuși, nu a avut parte de succes comercial.
Cea mai mare parte a operei sale, nepublicată, s-a pierdut după moartea sa, care a avut loc în circumstanțe stranii, la 10 decembrie 1962, în stația Estación de Príncipe Pío din Madrid. Moartea lui s-a produs în trenul cu care sosea din Asturia. Se crede că moartea lui ar putea avea o legătură cu activitatea sa clandestină din Partidul Comunist Spaniol.
Opera sa a fost studiată și, ulterior, revalorizată de Francisco Ynduráin, José Corrales Egea, Santos Sanz Villanueva și Ricardo Senabre.

## Traduceri
- Liviu Rebreanu: El bosque de los ahorcados (Pădurea spânzuraților) (Editorial Stylos, Madrid, 1944) - împreună cu María Teresa Quiroga Plá